# Виктор или деца на власти
Виктор или деца на власти је позоришна представа коју је режирао Владимир Јевтовић према комаду Роже Витрак.
Премијерно приказивање било је 4. марта 2005. године у позоришту ДАДОВ.

## Радња
Виктор је дете које раскринкава свет одраслих јер схвата да су глупост и лицемерје одраслих неуништиви.

## Улоге
| Лица | Глумци                            |
| ---- | --------------------------------- |
|      | Бојан Хлишић                      |
|      | Данијела Тасковић                 |
|      | Душанка Рабреновић                |
|      | Ивана Поповић                     |
|      | Јаков Јевтовић                    |
|      | Миљан Давидовић                   |
|      | Мина Стојковић                    |
|      | Наташа Миљуш                      |
|      | Сандра Влатковић / Сандра Силађев |
|      | Зоран Пајић                       |